# 201省道 (浙江省)
201省道，又称嵊泗—定海公路，起点位于嵊泗县嵊山镇，途经枸杞乡、菜园镇、洋山镇、岱山县衢山镇、长涂镇、高亭镇、岱西镇、舟山市定海区小沙街道（原长白乡）、岑港街道（原册子乡），终点位于舟山市定海区金塘镇，全长100公里，原为彭公—安吉公路，原编号04，起点位于杭州市余杭区瓶窑镇彭公，途经百丈镇，终点位于安吉县:120，全长44.849公里:218。